# Leuconostocaceae
Famille
Les Leuconostocaceae forment une famille de bactéries appartenant à l'ordre des Lactobacillales.
Cette famille est de création récente, puisqu'elle n'a été validée qu'en 2010. Elle a par contre, pour genre type Leuconostoc, un genre ancien qui fut créé en 1878 par van Tieghem.

## Caractères microbiologiques
Ce sont des bactéries ellipsoïdes à sphériques, souvent allongées. Les cellules de Weissella sont de courts bâtonnets ou de forme ovoïde.
Elles se groupent en paires ou courtes chaînes. Ce sont des bactéries hétérofermentaires, fermentant le glucose en lactate, CO2 et acétate et éthanol.
- Gram positif
- non mobile
- anaérobiose facultative
- Catalase négative (absence de l'enzyme catalase capable de décomposer l'eau oxygénée)
- absence de cytochrome

## Liste des genres
La famille des Leuconostocaceae  est circonscrite sur la base des analyses phylogénétiques déduites de l'étude des séquences des ARNr 16S.
D'après NCBI, elle comportent les genres suivants :
- Fructobacillus
- Leuconostoc
- Oenococcus
- Weissella